# Three Friends
Three Friends – trzeci album studyjny grupy Gentle Giant z 1972 roku. Jedyny album z udziałem perkusisty Malcolma Mortimore'a. Nagrania dotarły do 197. miejsca listy Billboard 200 w USA.

## Lista utworów
Źródło.
Wszystkie utwory skomponowali Shulman, Shulman, Shulman, Minnear.
Strona A
| 1. | "Prologue"        | 6:13  |
|    |                   |       |
| 2. | "Schooldays"      | 7:37  |
|    |                   |       |
| 3. | "Working All Day" | 5:12  |
|    |                   |       |
|    |                   | 19:02 |
|    |                   |       |
Strona B
| 1. | "Peel the Paint"            | 7:28  |
|    |                             |       |
| 2. | "Mister Class and Quality?" | 5:51  |
|    |                             |       |
| 3. | "Three Friends"             | 3:00  |
|    |                             |       |
|    |                             | 16:19 |
|    |                             |       |

## Skład
Źródło.
- Kerry Minnear - instrumenty klawiszowe, wibrafon, instrumenty perkusyjne, syntezator Mooga, śpiew
- Ray Shulman - gitary basowe, skrzypce, gitara 12-strunowa, śpiew
- Gary Green - gitary, instrumenty perkusyjne
- Derek Shulman - śpiew
- Malcolm Mortimore - perkusja
- Phil Shulman - saksofony, śpiew
- Głos dziecięcy w "Schooldays" - Calvin Shulman